# Кемел
Кемел (до 2018 года — Октя́брь, каз. Кемел) — село в Жамбылском районе Жамбылской области Казахстана, входит в состав Караойского сельского округа. Код КАТО — 314047800.

## География
Село расположено в юго-восточной части Жамбылского района, в непосредственной близости к областному центру городу Тараз, в 3 километрах к юго-западу от административного центра сельского округа села Сулутор, в 29 километрах к юго-востоку от районного центра села Аса. Ближайшая железнодорожная станция Тараз — расположена в 4 километрах к северу от села (по дороге — 9,2 км). Соседние населённые пункты: Турксиб к востоку, Тараз к северу. Транспортное сообщение осуществляется поселочными дорогами с выходом на автодорогу А-14 к востоку. Высота центра населённого пункта — 666 метров над уровнем моря.

## Население
| Численность населения | Численность населения | Численность населения |
| 1989                  | 1999                  | 2009                  |
| --------------------- | --------------------- | --------------------- |
| 161                   | ↗186                  | ↗216                  |

Процентное соотношение численно-преобладающих национальностей согласно переписи 1989 года:
| Национальность | Процентное соотношение |
| -------------- | ---------------------- |
| Киргизы        | 67 %                   |
| Казахи         | 24 %                   |
| Другие         | 9 %                    |